# Dicranomyia (Dicranomyia) paupercula
Dicranomyia (Dicranomyia) paupercula is een tweevleugelige uit de familie steltmuggen (Limoniidae). De soort komt voor in het Palearctisch gebied.